# Космос 2000 (премія)
Премія «Космос 2000» (фр. Prix Cosmos 2000) — французька науково-фантастична премія, заснована в 1982 році за ініціативою Анні́к Беґуїн (Annick Béguin).
Переможці обиралися читачами бібліотеки «Космос 2000», що знаходилася у Парижі. Вручення премії було припинено у 1996 році після закриття бібліотеки «Космос 2000» і смерті Аннік Беґуїн у наступному році.

## Лауреати
- 1982: Шадрах у вогнищі[en] / Роберт Сілверберг
- 1983: Орбіта та колесо / Мішель Жьорі
- 1984: Джерело[en]/ Альфред Аттаназіо[en]
- 1985:  Роботи світанку  / Айзек Азімов
- 1986: Єретики Дюни / Френк Герберт
- 1987: Фенікс[fr] / Бернар Сімоне
- 1988: Голос тих, кого немає / Орсон Скотт Кард
- 1989: Місія:Земля[en] / Лафаєт Рональд Хаббард
- 1990: Переплетений світ[en] / Клайв Баркер
- 1991: Белгаріад[en] / Дейвід Еддінгс[en]
- 1992: Гіперіон / Ден Сіммонс
- 1993: Російська весна / Нормен Спінред
- 1994: Ксеноцид / Орсон Скотт Кард
- 1995:  Полум'я над безоднею / Вернор Віндж
- 1996: Цитадель Гіпонероса (La Citadelle Hyponéros) з циклу Воїтелі тиші[fr]/ П'єр Бордаж[en]

Премію «Космос 2000» за ілюстрування отримав у 1989 році ілюстратор 1980-х років Жан-Люк Лакруа — за ілюстрації до роману «Місія:Земля» Л. Рона Габбарда. Нагородження відбулося на прохання Аннік Беген.